# Morgan (film 2012)
Morgan è un film del 2012 diretto da Michael D. Akers. 

## Trama
Morgan, un giovane atleta di successo, perde l'uso delle gambe dopo un incidente. Costretto a stare in una sedia a rotelle, la sua vita viene inevitabilmente stravolta. La madre, Peg, gli dice di trovarsi qualche lavoro, per non andare in bancarotta per le enormi spese, ma lui dice che nessuno prenderebbe mai un invalido. L'arrivo dell'amica Lana, lo conforta, ma non gli fa vedere la realtà in modo diverso. Uscito dalla casa in cui era rinchiuso, Morgan fa amicizia con Dean, che sembra confortarlo e attrarlo moltissimo. I due, dopo qualche tiro a pallacanestro, si scambiano i numeri di telefono.
I due si danno appuntamento in un bar, e Morgan intende provarci con lui, non ascoltando i consigli di Lana. Una volta ammesso la propria sessualità, Dean sembra ancor di più interessato al ragazzo appena conosciuto, ma si rifiuta di entrare a casa sua, visto che il giorno seguente si sarebbe alzato presto per andare al lavoro. Il giorno dopo, Morgan cambia le ruote della sedia a rotelle, rendendola più elastica nei movimenti. La gioia di vivere lo colpisce nuovamente. L'appuntamento seguente con Dean procede alla grande, a tal punto che i due stanno quasi per baciarsi, ma Morgan rivela che in pubblico non si trova a suo agio. 
Morgan, decide di partecipare a una gara di bici, e per questo chiede consiglio al suo amico Wesley, che gli rivela l'esistenza di una bici speciale per invalidi, ma che costa quattromila dollari. Il ragazzo si fa aiutare da Dean per gli esercizi quotidiani consigliati dal dottore, ma mentre i due finiscono per baciarsi. Quando Dean intende copulare con il ragazzo, quest'ultimo gli dice che è meglio evitare. Andato dal Dr. Thomas, quest'ultimo gli dà il permesso di partecipare alle gare. Morgan, gli dice inoltre che non riesce a raggiungere l'erezione, e gli viene dato allora, un farmaco speciale, che però, se venisse usato, causerebbe vertigini e nausea.
Lana, venuta a conoscenza che Morgan parteciperà alla gara, cerca di distoglierlo dal suo piano, per timore di un altro incidente, ma senza alcuna riuscita. La sera, Morgan, Lana, Dean e Peg cenano insieme, e quest'ultima è davvero contenta del nuovo ragazzo del figlio. Quando i due rimangono da soli, Dean conforta il ragazzo per il fatto che sia su una sedia a rotelle, ma finiscono per fare l'amore. Successivamente, vanno entrambi a vivere a casa di Dean, e inizia così una splendida relazione, fatta di birra, sport, allenamenti, musica, e, soprattutto d'amore.
Il tutto incomincia a inclinarsi quando Wesley, chiama Morgan e gli dice che il percorso che si farà alla gara sarà quello dell'anno scorso, dove lui è rimasto paralizzato. Il ragazzo decide comunque di partecipare, anche se per via di questo, ha una discussione con Dean per il “baciarsi in pubblico”. Peg, dice al figlio che non dovrebbe dipendere da un'altra persona, perché se un giorno andasse via, lui ci rimarrebbe molto male.  A peggiorare le cose è il malore che Morgan prende per l'allenamento troppo intensificato. Il dottor Thomas, gli dice di non partecipare alla gara e di non prendere più il farmaco per fare sesso. Morgan, decide comunque di partecipare alla gara, e per questo ha un litigio con Lana, Peg, Wesley e, soprattutto con Dean, arrivando addirittura a rompere con lui. Infuriato si reca nel luogo dell'incidente, e incomincia a correre, ma cade accidentalmente con la sedia a rotelle, e soltanto dopo molto tempo, e con la forza della disperazione, riesce a tornare sulla sedia.
Morgan, si reca a casa di sua madre, e piangendo, le dice che aveva ragione, e la ringrazia per tutto quello che ha fatto fino ad ora. Mentre Dean, si reca in montagna per spargere le ceneri della madre, Morgan chiarisce con i suoi amici, e inizia a lavorare insieme a Wesley, e si allena ogni giorno nell'esatto posto dove ha conosciuto Dean. Un giorno, Morgan e Dean si incontrano proprio in quel luogo, e scusandosi a vicenda ritornano insieme. I due si baciano in pubblico, visto che colui con la sedia a rotelle ha intenzione di mostrare a tutti il loro vero amore.